# Campylomormyrus bredoi
Campylomormyrus bredoi es una especie de pez elefante eléctrico en la familia Mormyridae presente únicamente en el lago Mweru. Es nativo de la República Democrática del Congo y puede alcanzar un tamaño aproximado de 370 mm.
Respecto al estado de conservación, se puede indicar que de acuerdo a la IUCN, esta especie puede catalogarse en la categoría «vulnerable (VU)».